# مارات پوغوسیان
مارات آندرانیکی پوغوسیان (ارمنی: Մարատ Անդրանիկի Պողոսյան؛ زادهٔ ۵ سپتامبر ۱۹۳۲) یک  سیاستمدار اهل ارمنستان است که از تاریخ ۱۹۹۰ تا تاریخ ۱۹۹۵ سمت نمایندگی دوره اول شورای عالی جمهوری ارمنستان را برعهده داشت.

## زندگی‌نامه
در 	۵ سپتامبر ۱۹۳۲ در ارمنستان به دنیا آمد . 